# Dasychira saitonella
Dasychira saitonella är en fjärilsart som beskrevs av Matsumura 1927. Dasychira saitonella ingår i släktet Dasychira och familjen tofsspinnare. Inga underarter finns listade i Catalogue of Life.